# Göteborgs Amiralitetsvarvsförsamling
Göteborgs Amiralitetsvarvsförsamling var en militärförsamling i Göteborgs stift och i nuvarande Göteborgs kommun. Församlingen uppgick 1824 i Förenade Kustförsamlingen vid Göteborg.

## Administrativ historik
Församlingen bildades 1700 för amiralitet i Göteborg. Kyrkan, kallad Maria Magdalena-kyrka, brann ner 29 september 1820 och vid en sockenstämma 1820 beslöts att bilda en gemensam församling med Mariebergs församling som då kallades Förenade Kustförsamlingen. Denna stadfästes 1824, 3 december 1826 invigdes den nya kyrkan, Carl Johans kyrka, och 1827/1828 bytte församlingen namn till Carl Johans församling 